# Ellen Beerthuis-Roos
Ellen Théra Beerthuis-Roos (Sukabumi, 25 december 1926) is een Nederlands beeldhouwer.

## Leven en werk
Ellen Roos werd geboren in Nederlands-Indië op het eiland Java als dochter van ir. Maurits Jan Roos, hoofdingenieur van Waterstaat, en Victoria Catharina Bernardina Theresia Hoogenkamp. Begin jaren dertig verhuisde ze met haar ouders naar Nederland. Na het gymnasium in Deventer bezocht ze het Instituut voor Kunstnijverheidsonderwijs in Amsterdam. Lerares Wil Hund, echtgenote van Cor Hund, adviseerde haar om te gaan beeldhouwen. Ze volgde de avondopleiding aan de Rijksacademie, als leerling van Cor Hund en Piet Esser. Ze trouwde in 1955 met de journalist Gerrit Jan (Jan) Beerthuis (overleden in 1986).
Beerthuis-Roos kreeg haar eerste opdracht eind jaren 50 voor een beeld in het Beatrixpark in Amsterdam. Ze maakte vervolgens diverse bronzen beelden voor de openbare ruimte. Ze sloot zich aan bij de Nederlandse Kring van Beeldhouwers en Arti et Amicitiae. Ze exposeerde onder meer enkele malen met de NKvB in het Stedelijk Museum Amsterdam, bij Genootschap Kunstliefde in Utrecht (1960) en met Ruth Brouwer, Nic Jonk, Aat Veldhoen en andere jonge Amsterdamse kunstenaars in 1962 in het Centraal Museum en museum De Lakenhal.

## Werken (selectie)
- Nils Holgersson (1960), Amersfoort
- L'après-midi d'un faune of Zittende vrouwenfiguren (1962), Beatrixpark, Amsterdam
- Poppenkast Petrouchka (1962), Beverwijk
- Droombeeld (1964), Leiden
- De ontmoeting (1970), Park de Gagel, Utrecht
- Twee kinderen (1975), Soest

- RKD-Nederlands Instituut voor Kunstgeschiedenis: 68059